# Brandungshohlkehle

Schema der Kliffküste. 1 Brandungshohlkehle, 2 Abrasionsplattform, 3 Seehalde

Als Brandungshohlkehle oder Brandungskehle bezeichnet man in der Ozeanologie und Geomorphologie die Aushöhlung an der Basis eines Kliffs zwischen dem Niveau des Hochwassers und des Mittelwassers. Eine Brandungshohlkehle entsteht durch die erosive Wirkung der Wellen und der mitgeführten Gerölle. Durch fortschreitende marine Erosion (Abrasion) bricht das darüber liegende Gestein mit der Zeit ab und der Prozess der Hohlkehlenbildung beginnt erneut. Dies führt zur allmählichen Rückverlagerung der Küste und zur Bildung einer Abrasionsplattform.
Über längere Zeit hinweg kann der Klifffuß so weit abgetragen werden, dass ganze Höhlensysteme entstehen, welche dann als Brandungshöhlen bezeichnet werden.